# Mark Tymchyshyn
Mark Tymchyshyn (Minneapolis, 30 juli 1958) is een Amerikaans acteur.

## Biografie
Tymchyshyn is afgestudeerd aan de Wayne State University in zijn geboorteplaats Minneapolis.

## Carrière
Tymchyshyn begon in 1984 met acteren in de televisieserie Newhart. Hierna heeft hij nog meerdere rollen gespeeld in televisieseries en films zoals Santa Barbara (1989), As the World Turns (1990-1992), Grace Under Fire (1996-1997), Party of Five (2000) en Lucky You (2007).

## Filmografie

### Films
- 2013 Savannah - als Peter Scardino
- 2007 Lucky You – als official op toernooi
- 2004 Ideal – als Mick Watts
- 2001 The Sleepy Time Gal – als Larry Mosher
- 1991 He Said, She Said – als Steve
- 1989 I Know My First Name Is Steven – als Jim White

### Televisieseries
Uitgezonderd eenmalige gastrollen.
- 2002 – 2007 George Lopez – als Mel Powers – 15 afl.
- 2003 Reba – als Dan Montgomery – 2 afl.
- 2000 Party of Five – als Jason Kimball – 3 afl.
- 1997 – 1998 The Gregory Hines Show – als Alex – 16 afl.
- 1996 – 1997 Grace Under Fire – als Rob McGurrin – 7 afl.
- 1997 Cybill – als Terence Woodruff – 2 afl.
- 1996 Diagnosis Murder – als King Bridger – 2 afl.
- 1990 – 1992 As the World Turns – als Gavin Kruger - 6 afl.
- 1989 Santa Barbara – als Frazier Price - 3 afl.
- 1985 The Facts of Life – als Ben Rutlege – 2 afl.